# Branko Kujundžić
Branko Kujundžić (Ivanbegovina, 1934. — 2002.), hrvatski iseljenički djelatnik i istaknuti politički emigrant.

## Životopis
Rodio se je u Ivanbegovini. Zbog hrvatskih stavova bio je 1957. prisiljen napustiti Hrvatsku i ondašnju Jugoslaviju. Prvo je utočište našao u Parizu. Malo potom preselio je u Los Angeles u SAD. Ondje je postao predsjednikom HOP-a. U Pokretu se je bavio politikom. S obzirom na to da je hrvatska politička emigracija imala problema s infiltriranim pripadnicima UDBE, Kujundžić se bavio i razotkrivanjem njih i postigao značajne rezultate. Početkom srpsko-crnogorske agresije na Hrvatsku prikupljao je aktivno novac te je kao pojedinca i preko HOP-a hrvatskoj domovini donirao velike iznose. U domovinu se je prvi put vratio 1991. godine. Javno je prozivao djelatnike Udbe i KOS-a koji su djelovali u hrvatskim političkim vodama.  Umro je 2002. godine i pokopan je u Hrvatskoj na groblju Sv. Ane u imotskim Poljicima.

## Nagrade i priznanja
Za zasluge Hrvatskoj nagradio ga je počasnim pištoljem ministar obrane RH Gojko Šušak.